# Kasr El-Aini-gatan

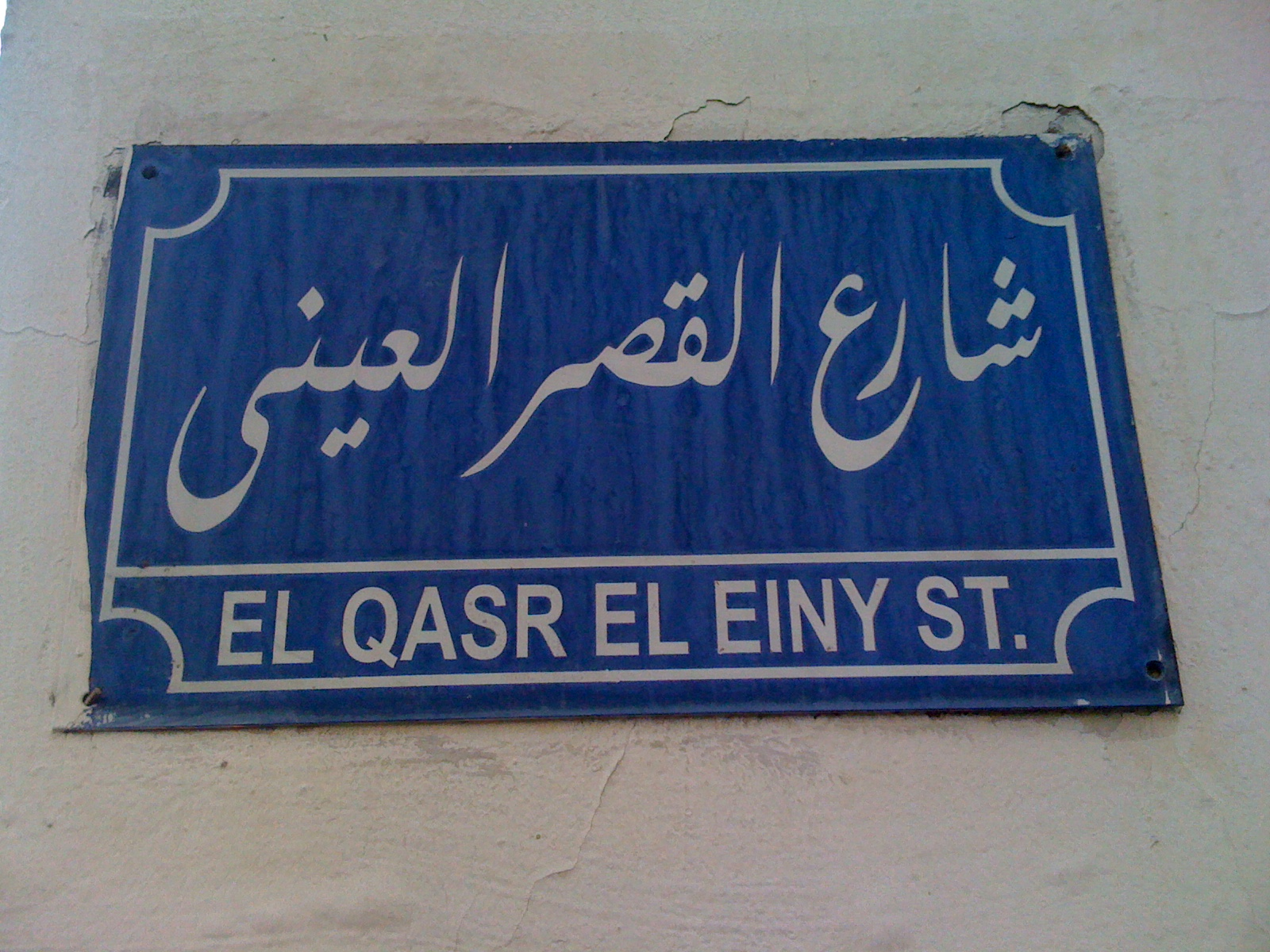
Gatans namn skrivet på egyptisk arabiska.

Kasr El-Aini-gatan (arabiska: 'شارع القصر العيني) är en av de äldsta gatorna i centrala Kairo, Egypten. Den sträcker sig öster om Tahrirtorget och på gatan ligger bland annat Egyptens parlament, regeringsbyggnaden Mogamma, American University of Cairo (AUC) och Kairos universitetssjukhus (Kasr El-Aini-sjukhuset).

## Historia
Kasr El-Aini skapades 1466 av Ahmed ben al-Aini, en rik man som bodde i ett stort slott vid gatan. Medicinskolan flyttades till Kasr El-Aini 1837.

## Tunnelbanestationer
Det finns tre tunnelbanestationer  i närheten av Kasr El-Aini – Sadat, Saad Zaghloul och Sayeda Zeinab Station.